# Lycium ciliato-elongatum
Lycium ciliato-elongatum är en potatisväxtart som beskrevs av L.M. Bernardello. Lycium ciliato-elongatum ingår i släktet bocktörnen, och familjen potatisväxter. Inga underarter finns listade i Catalogue of Life.